# Saint-Marcel (Vale de Aosta)
Saint-Marcel é uma comuna italiana da região do Vale de Aosta com cerca de 1.129 habitantes. Estende-se por uma área de 42 km², tendo uma densidade populacional de 27 hab/km². Faz fronteira com Brissogne, Cogne, Fénis, Nus, Quart.

## Demografia
| Variação demográfica do município entre 1861 e 2011                               |
|                                                                                   |
| Fonte: Istituto Nazionale di Statistica (ISTAT) - Elaboração gráfica da Wikipedia |